# Brachypelma epicureanum
Brachypelma epicureanum é uma espécie de aranha pertencente à família Theraphosidae.